# 有蓋車
有蓋車（ゆうがいしゃ、英: Goods van、米: Boxcar）とは、貨車の一種である。用途として、雨風の中でも安全に貨物を運ぶのに使われる。内張りによって、外部の温度や湿度の影響をある程度緩和することができる。
外観はまさに普通の箱といった感じで、車体は木製のものと鋼製のものがある。一般的な車両は木製の内張りがなされている。無蓋車とともに、世界的に最も古くから使われている基本的な貨車で、日本でも国鉄を中心に、かつてはほとんどの私鉄、軽便鉄道で使われた。
日本では、コンテナ列車が主流となっており、有蓋車での車扱輸送としては紙輸送のみが残っていたが、2012年に廃止された。廃車後、車体については使い勝手のよさと1984年2月1日国鉄ダイヤ改正の際に不要となった有蓋車を一般販売したことから、店舗や物置などに多数再利用されている。

## 有蓋車から派生した貨車の種類
積荷によっては発火しやすいもの、鮮度を保つ必要があるもの、振動により壊れやすいものなど、通常の有蓋車による輸送が不適当であるため、有蓋車をベースにそれぞれの積荷に合うよう構造が改良され、数多くの貨車が誕生した。以下にその一覧を示す。
- 鉄側有蓋車
- 鉄製有蓋車
- 冷蔵車
- 通風車
- 家畜車
- 豚積車
- 活魚車
- 家禽車
- 陶器車

## 日本の主な有蓋車の形式

### 国鉄の主な有蓋車
- ワ1
- ワ10000
- ワ12000
- ワ22000
- ワム1
- ワム2000
- ワム3500
- ワム21000
- ワム23000
1928年から製造された。15000両以上つくられた昭和を代表する15t積2軸有蓋車で、12t長軸を使用。のちにほとんどが2段リンクに改造されてワム90000となった。なお戦後トキ900から改造されたものもある[1]。
- ワム50000
- ワム60000
ワム70000の後継として1960 - 63年に製造された15t積2軸有蓋車。最大長が7850mm、最大幅2739mm、最大高3700mm、自重は9.8t。
- ワム70000
1958年から量産された15t積2軸有蓋車。戸口を2300mmの両開き戸とし、フォークリフトによる荷役を容易にしている。最大長が7850mm、最大幅2743mm、最大高3722mm、自重は9.5t。
- ワム80000

- ワム90000
ワム23000の車体に、2軸車高速化のため開発された2段リンク装置を用いた15t積2軸有蓋車で、新製車と、ワム23000からの改造車がある。最大長が7850mm、最大幅2742mm、最大高3740mm、自重は9.9t。
- ワラ1
- ワサ1
- ワキ1
- ワキ700
- ワキ1000
- ワキ5000
- ワキ8000
- ワキ10000
- キワ90形
1960年に試作された有蓋気動貨車。

### 国鉄の主な有蓋緩急車

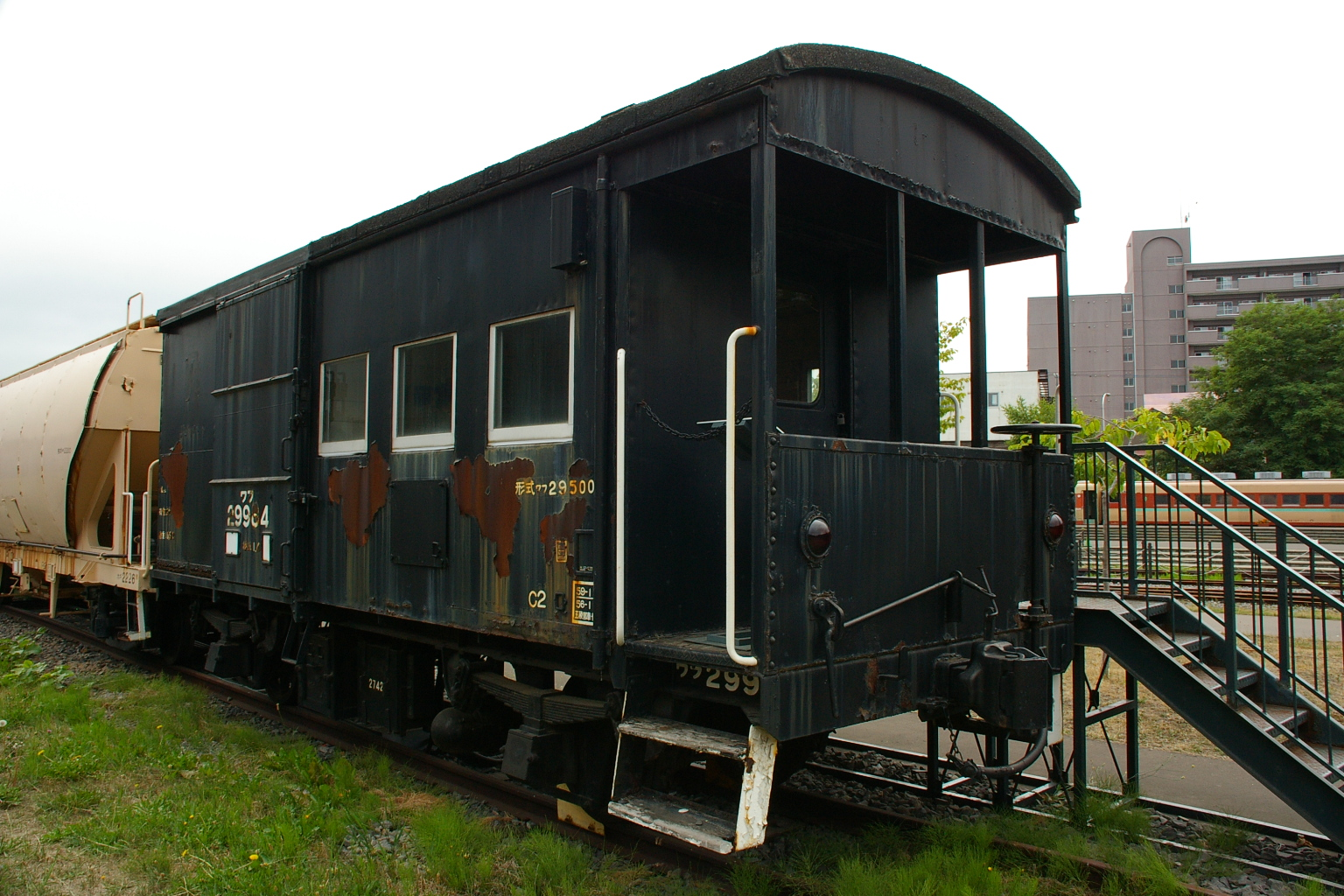
ワフ29500形 ワフ29984

- ワフ21000
- ワフ22000
- ワフ25000

- ワフ29500
1955年から製作された5t積有蓋緩急車。車掌室が広がり好評のため、増備が続いた。発電装置と蓄電池をもち、車掌室や貨物室の電灯を点灯し、ストーブも備えられている。最大長が7850mm、最大幅2712mm、最大高3740mm、自重は10.8t。
- ワフ35000
- ワムフ100
- ワサフ8000

### 私鉄の主な有蓋車・有蓋緩急車

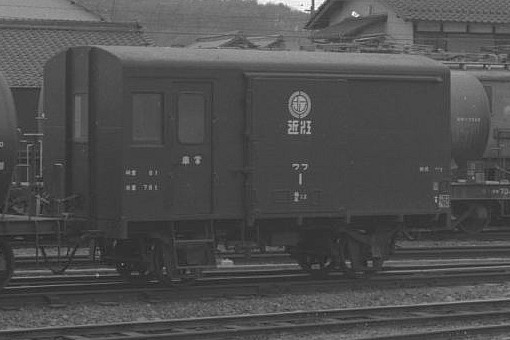
近江鉄道ワフ1形 ワフ1（彦根駅）

- 伊豆箱根鉄道ワブ11
- 大井川鉄道cワフ0